# Zagościniec (przystanek kolejowy)
Zagościniec – przystanek osobowy obsługiwany przez Koleje Mazowieckie. Położony jest przy ulicy Willowej i Kolejowej, na granicy wsi Zagościniec i Duczki w województwie mazowieckim.

## Ruch pasażerski[1]
| Rok  | Wymiana pasażerska na dobę |
| ---- | -------------------------- |
| 2017 | 1000-1500                  |
| 2018 | 1500-2000                  |
| 2019 | 2000-3000                  |
| 2020 | 2000-3000                  |
| 2021 | 2000-3000                  |
| 2022 | 3000-4000                  |
| 2023 | 4000-5000                  |

## Linie
| Linia | Operator           | Trasa                                                                                    |
| ----- | ------------------ | ---------------------------------------------------------------------------------------- |
| R60   | Koleje Mazowieckie | Warszawa Wileńska – Ząbki – Wołomin – Zagościniec – Tłuszcz – Łochów – Małkinia – Czyżew |

## Opis przystanku

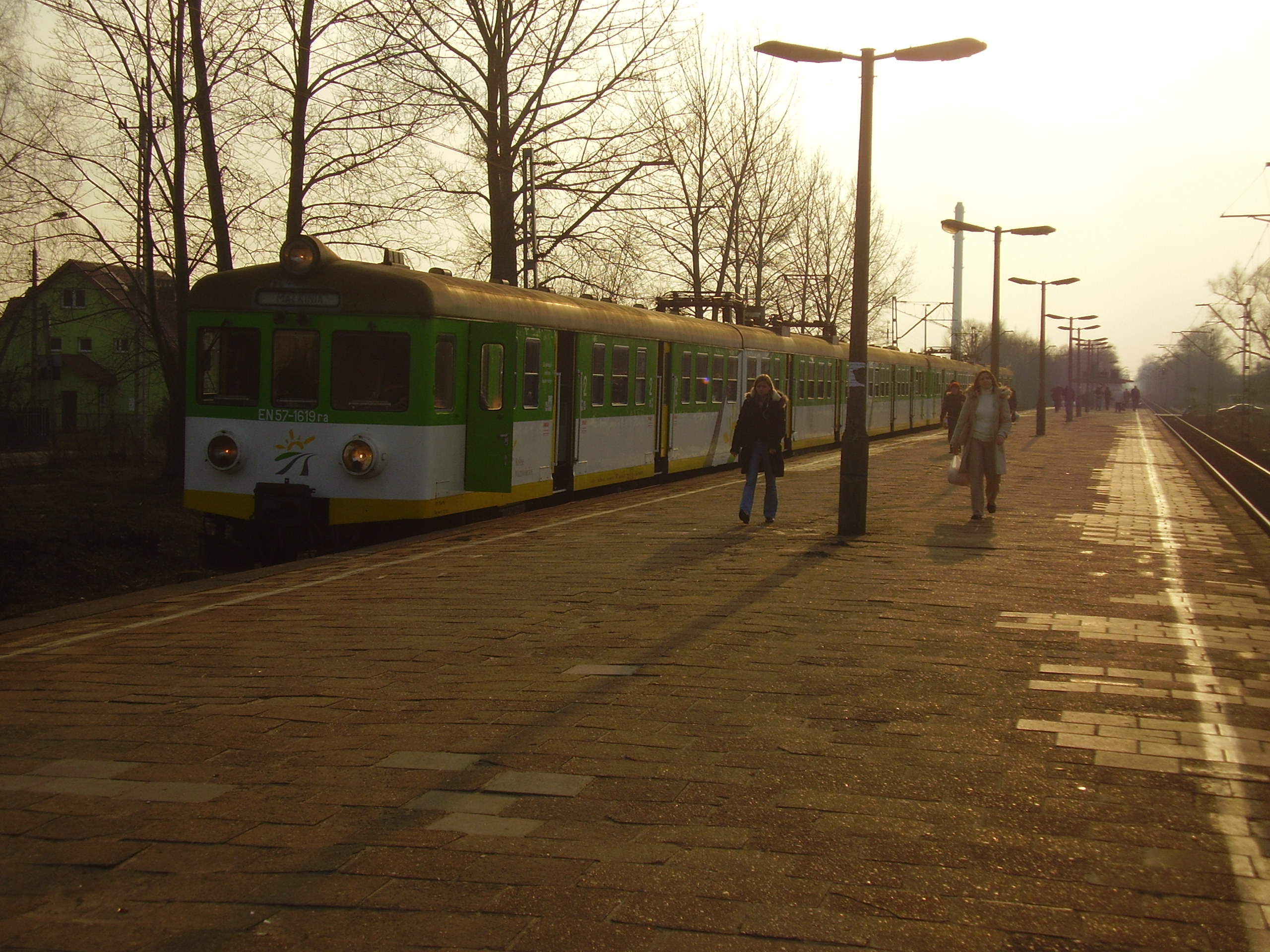
Przystanek Zagościniec
Przy peronie pociąg do Małkini

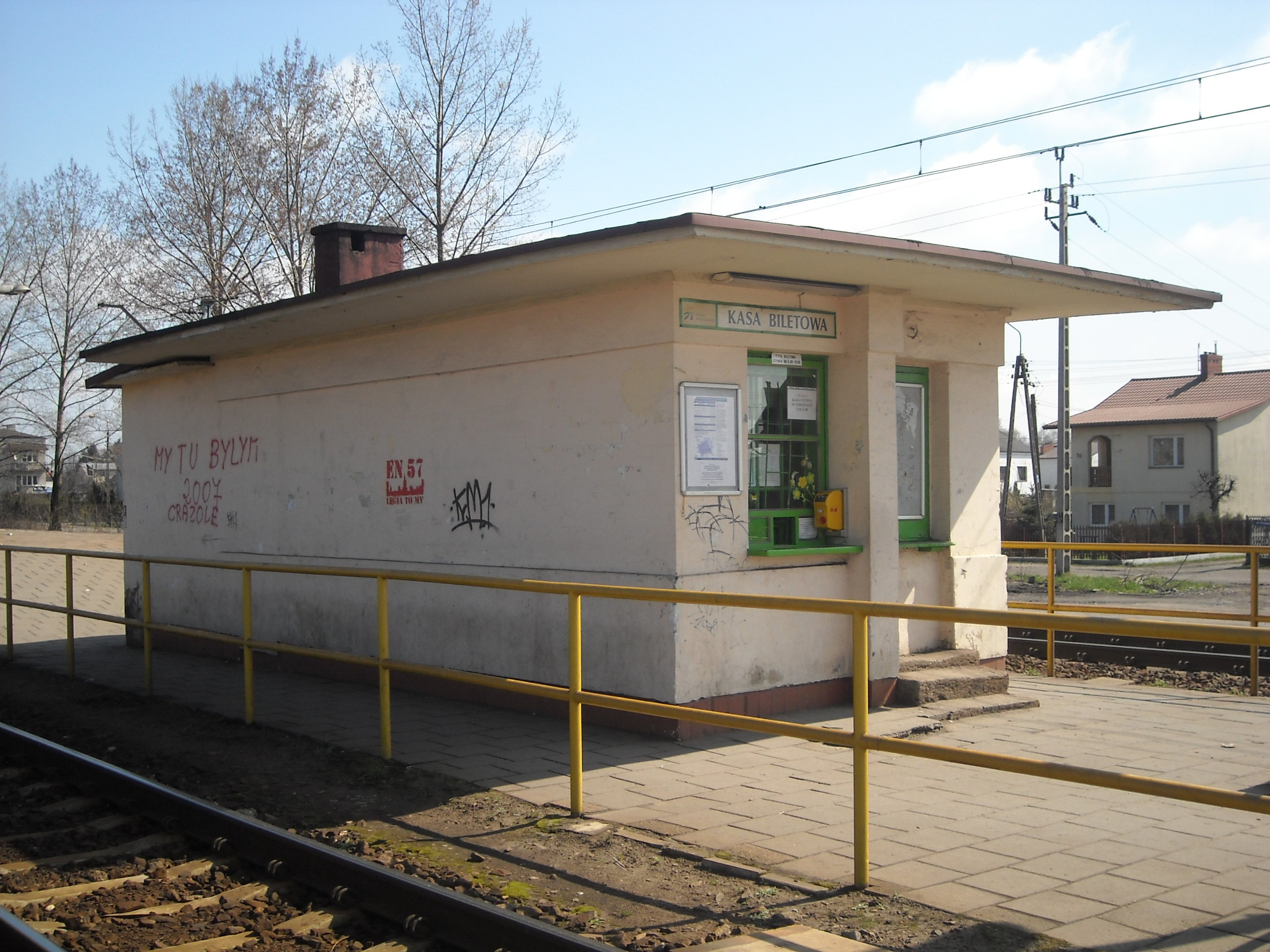
Dawny budynek kasy biletowej na przystanku, zburzony ok. 2013

### Peron
Przystanek składa się z dwóch peronów o wysokości 76 cm każdy. Na każdym znajduje się mała wiata siedziskowa, system audio, zegary i rozkład jazdy 

### Kasa biletowa
Budynek kasy biletowej został zburzony podczas modernizacji linii ok. 2013 roku.

### Przejazd kolejowo - drogowy
Pomiędzy peronami w ciągu ulic Willowej i Kolejowej znajduje się przejazd kolejowy kategorii B z pół rogatkami, rogatkami zamykającymi ruch pieszych i sygnalizacją.